# Vuelta al País Vasco 2002
La XLII Vuelta al País Vasco, disputada entre el 8 y el 12 de abril de 2002, estaba dividida en 5 etapas para un total de 755 km. El español Aitor Osa se impuso en la clasificación general. 

## Etapas
| Etapa        | Fecha       | Recorrido                              | km    | Vencedor de la Etapa | Líder de la general |
| ------------ | ----------- | -------------------------------------- | ----- | -------------------- | ------------------- |
| 1ª           | 8 de abril  | Zalla > Zalla                          | 139   | Beat Zberg           | Beat Zberg          |
| 2ª           | 9 de abril  | Zalla > Vitoria                        | 183   | César García Calvo   | Beat Zberg          |
| 3ª           | 10 de abril | Vitoria > Alsasua                      | 170   | Aitor Osa            | Aitor Osa           |
| 4ª           | 11 de abril | Alsasua > Villabona                    | 154   | Franco Pellizotti    | Aitor Osa           |
| 5ª-1ª sector | 12 de abril | Villabona > Elgóibar                   | 94    | David Etxebarria     | Aitor Osa           |
| 5ª-2ª sector | 12 de abril | Elgóibar > Elgóibar (Cron.individuale) | 15,2  | David Etxebarria     | Aitor Osa           |
| Totale       | Totale      | Totale                                 | 755,2 |                      |                     |

## Clasificación general
| Posición | Ciclista             | Equipo                   | Tiempo      |
| -------- | -------------------- | ------------------------ | ----------- |
|          | Aitor Osa            | iBanesto.com             | 18h 04' 53" |
| 2        | David Etxebarria     | Euskaltel-Euskadi        | a 2'36"     |
| 3        | Gonzalo Bayarri      | Jazztel-Costa de Almería | a 2'53"     |
| 4        | Michael Boogerd      | Rabobank                 | a 3'09"     |
| 5        | Mario Aerts          | Lotto-Adecco             | a 3'54"     |
| 6        | Cadel Evans          | Mapei-Quick Step         | a 3'55"     |
| 7        | Alexandre Vinokourov | Team Telekom             | a 4'07"     |
| 8        | Andrea Noé           | Mapei-Quick Step         | a 4'12"     |
| 9        | Stefano Garzelli     | Mapei-Quick Step         | a 4'22"     |
| 10       | Samuel Sánchez       | Euskaltel-Euskadi        | a 4'46"     |